# Килуордби, Роберт
Роберт Килуордби (англ. Robert Kilwardby, лат. Robertus de Valle Verbi, ок. 1215 — 11 сентября 1279) — английский схоласт XIII века, архиепископ Кентерберийский и кардинал.
Получил образование в Сорбонне, автор многих трудов по логике и этике, энциклопедии "De ortu scientiarum" ("Об истоке наук") и других сочинений, которые хранятся в рукописях в Париже, Кембридже и Оксфорде. Ввел термин "Универсальная грамматика".